# Вів'єн Лі
Вів'єн-Мері Гартлі (англ. Vivian Mary Hartley), відома під псевдонімом Вів'єн Лі (англ. Vivien Leigh, Lady Olivier); 5 листопада 1913 — 8 липня 1967) — англійська акторка театру та кіно. Лауреатка двох премій «Оскар» — за ролі Скарлет О'Гари («Віднесені вітром» (1939) і Бланш Дюбуа (у кінопостановці «Трамвай „Бажання“» (1951), цю роль вона також грала в лондонському театрі «Вест Енд»). Талановита театральна акторка, вона часто співпрацювала зі своїм чоловіком, актором і режисером Лоуренсом Олів'є, як у театрі, так і в кіно. Протягом своєї 30-річної кар'єри грала різноманітні ролі: від героїнь комедій Ноела Коварда й Бернарда Шоу до класичних шекспірівських персонажок: Офелію, Клеопатру, Джульєтту й леді Макбет.
Лі вважалася однією з найвродливіших акторок свого часу, але, на її думку, через красу її не сприймали серйозно як акторку. Однак головною перешкодою на шляху до нових ролей для неї було слабке здоров'я — фізичне й психічне. Страждаючи від біполярного афективного розладу протягом більшої частини життя, Вів'єн Лі здобула репутацію акторки, з якою важко працювати, тому в її кар'єрі часто спостерігалися періоди занепаду. Вона переживала викидні, а в середині 1940-х була діагностована з туберкульозом легень. Лі розлучилася в 1960 році і надалі лише зрідка знімалася в кіно й грала в театрі до своєї смерті від туберкульозу в 1967 році.

## Життєпис

### Дитинство
Вівіан-Мері Гартлі народилася в індійському місті Дарджилінг. Єдина дитина Ернеста Гартлі, англійця за походженням, офіцера індійської кавалерії, і Гертруди-Мері Френсіс (до шлюбу Які, також використовувала дошлюбне прізвище своєї матері Робінсон). Її батько народився 1882 року в Шотландії, тоді як мати, набожна римська католичка, народилася в 1888 році в Дарджилінгу і мала ірландське походження. Батьками Гертруди, які жили в Індії, були Майкл Джон Якджі (нар. 1840) і Мері Тереза Робінсон (нар. 1856), яка народилася в ірландсько-індійській сім'ї, вбитій під час Повстання сипаїв 1857 року, і виросла в сирітському притулку, де й зустріла Якджі. Вони одружилася 1872 року і мали п'ятеро дітей, із яких Гертруда була наймолодшою. Ернест і Гертруда Гартлі одружилися в Кенсінгтоні (Лондон) 1912 року.
У 1917 році Ернеста Гартлі перевели в Бенгалуру, тоді як Гертруда і Вівіан залишилися в Утакамунді. Вівіан Гартлі вперше виступила на сцені в три роки, прочитавши вірш «Маленька Бо Піп» у складі аматорської театральної групи своєї матері. Гертруда намагалася прищепити дочці любов до літератури і знайомила її з творами Ганса Крістіана Андерсена, Льюїса Керрола і Редьярда Кіплінга, а також з розповідями з давньогрецької міфології. Єдину дитину в сім'ї, Вівіан Гартлі, 1920 року відправили в Монастир Святого Серця в Англії. Її найкращою подругою в монастирі була майбутня ірландська акторка Морін О'Салліван, з якою Вівіан ділилася своїм бажанням стати «великою акторкою».
Вівіан Гартлі продовжила освіту в Європі, повернувшись 1931 року до батьків в Англію. Її мрію стати акторкою підтримували батьки. Батько допоміг їй вступити в Королівську Академію Драматичних мистецтв в Лондоні.
Наприкінці 1931 року Гартлі зустріла старшого на 13 років адвокати Герберта Лі Голмана. Попри те, що він не схвалював «людей, пов'язаних з театром», вони одружилися 20 грудня 1932 року. Потім Вівіан закінчувала навчання. 12 жовтня 1933 року вона народила доньку Сюзанну.

### Рання кар'єра
Друзі порадили її на невелику роль у стрічці «Справи йдуть на лад», і ця роль стала її дебютом на кіноекрані. Вона найняла агента Джона Ґіддона, який запевнив її, що ім'я «Вівіан Голман» не підходить для акторки, і, відмовившись від запропонованого псевдоніма «Айпріл Морн», вона бере ім'я «Вів'єн Лі». Гіддон порекомендував її Александру Корді як можливу кіноакторку, але той вважав, що в ній немає потенціалу.
Зігравши у виставі «Маска чесноти» в 1935 році, Вів'єн Лі отримала відмінні відгуки, за якими пішли інтерв'ю і статті в газетах. Серед цих статей була одна з «Дейлі експрес», у якій журналіст помітив, як «блискавична зміна відбулася на її обличчі». Це було вперше, коли публіка помітила швидкі зміни настрою Лі, які виділяли її серед інших акторок. Джон Бенджаман описав її як «дух англійського дівоцтва». Коли прийшов час прем'єрного показу, Корда зрозумів свою помилку і підписав з нею контракт, у якому вона назвалася своїм псевдонімом «Вів'єн Лі». Вона продовжувала грати, але коли Корда переніс постановку в більшу театральну залу, Лі звинуватили в невмінні тримати в напрузі таку велику аудиторію і змусили коригувати свій голос, щоб його було чути у всіх кінцях залу. Через це спектакль закрили.
«Деякі критики нічого дурнішого не придумали, ніж сказати тоді, що я була великою акторкою. І я подумала, що це було нерозумно, підло так би мовити, тому що на мене були покладені такий тягар і така відповідальність, яку я просто не могла нести. Мені потрібні були роки навчання і майстерності, щоб виправдати той титул, який вони мені присвоїли в своїх перших відгуках про мене. Це було так нерозумно з їхнього боку. Я пам'ятаю того критика дуже добре, і я ніколи йому не пробачу».

### Зустріч з Лоуренсом Олів'є
Лоуренс Олів'є побачив Вів'єн Лі у «Масці чесноти». Він привітав її з виступом, і між ними зав'язалися дружні стосунки. Граючи коханців у фільмі «Полум'я над Англією», вони зрозуміли, що дружба переросла в сильний потяг, а після зйомок — у роман.

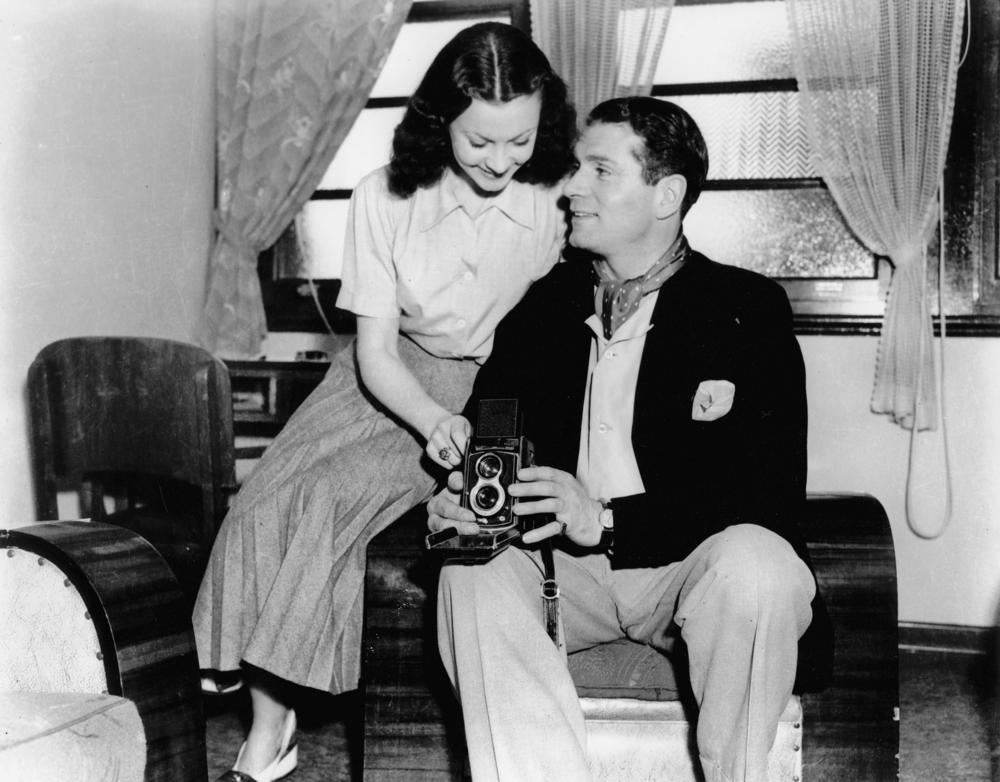
Вів'єн Лі з Лоуренсом Олів'є

У цей час Лі прочитала книгу Марґарет Мітчелл «Звіяні вітром» і наполягла, щоб її агент у США порадив її Девіду Селзніку, продюсерові фільму, на роль Скарлетт. Вона казала журналістам: «Я бачила себе в ролі Скарлетт О'Гари», а кінокритик Лежон згадав розмову того часу, в якій Лі «вразила нас усіх» своїм твердженням, що Олів'є «не буде грати Ретта Батлера, але я буду грати Скарлетт О'Гару. Почекайте і побачите!».
Лі грала Офелію в «Гамлеті» в постановці Олів'є в театрі Олд-Вік. Олів'є пізніше згадував своє перше зіткнення з її біполярністю. Готуючись одного разу до свого виходу, вона раптово почала кричати на нього, потім затихла й стала дивитися в одну точку. Вона виступила на сцені без інцидентів, а наступного дня повернулася в нормальний стан, геть забувши про цю подію.
Вони стали жити разом, тому що ні Голман, ні дружина Олів'є, акторка Джилл Есмонд, не погоджувалися дати розлучення.
Лі знялася з Робертом Тейлором, Лайонелом Берримором і Морін О'Салліван у фільмі «Янкі в Оксфорді». Це був перший фільм з участю Лі, який змусив звернути на себе увагу в США. Під час зйомок вона заробила репутацію складної та безрозсудної в роботі, й Корда порадив агентові Лі попередити акторку, що у неї буде невеликий вибір ролей, якщо вона не змінить поведінку. Її наступна роль була у фільмі «Шлях Святого Мартіна» з Чарльзом Лотоном.

### Міжнародний успіх
Чоловік розвивав кар'єру в кіно, але попри успіх у Британії, його погано знали в США, а ранні спроби представити себе на американському ринку провалилися. Погодившись на роль Гіткліффа у фільмі «Буремний перевал», він поїхав до Голлівуда і залишив Лі у Лондоні. Продюсер стрічки Семюел Голдвін і режисер Вільям Вайлер запропонували їй роль другого плану, Ізабеллу. Вона відмовилася, заявивши, що виконуватиме тільки головну роль, Кеті, але її вже віддали Мерль Оберон.

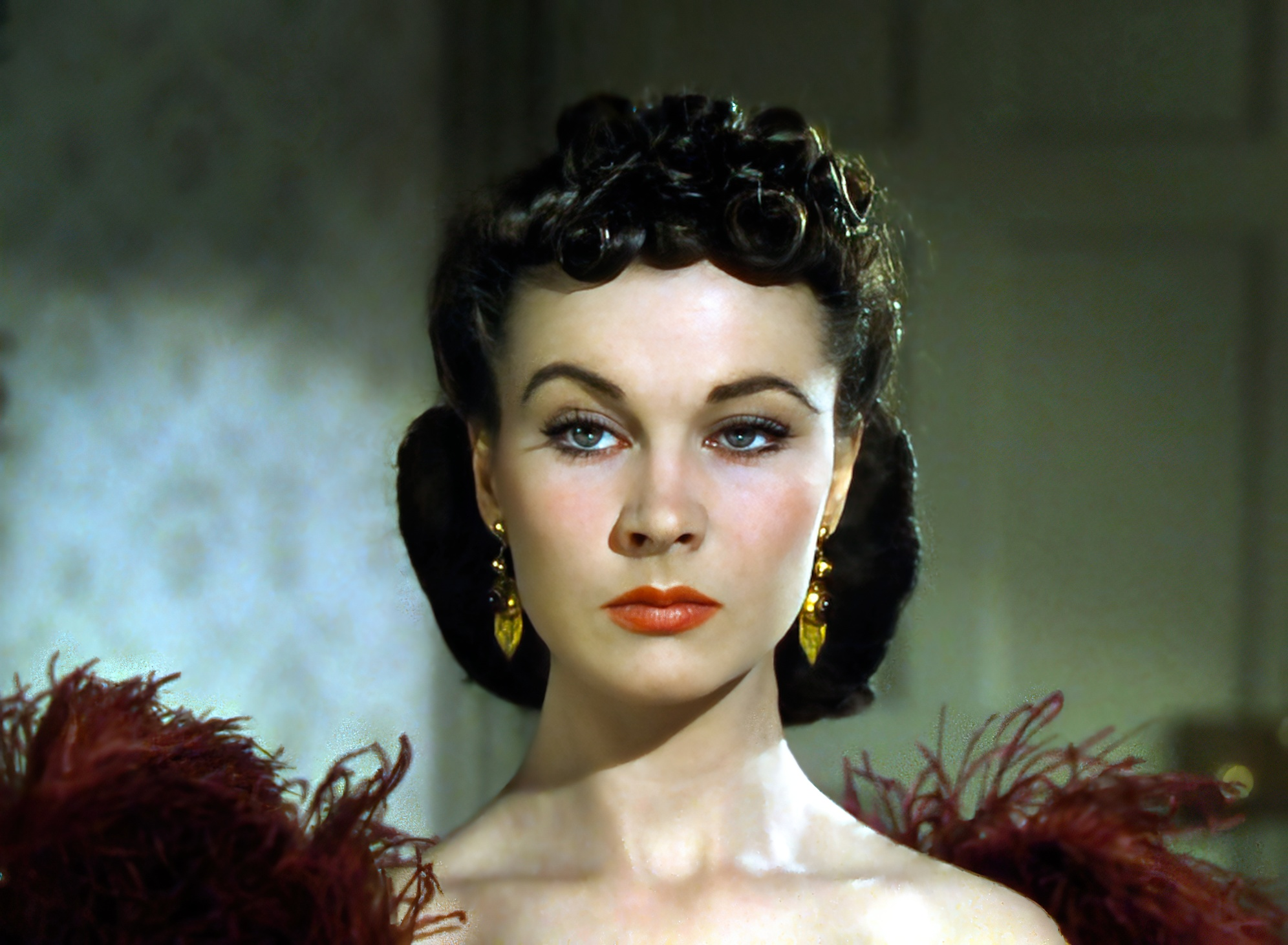
Вів'єн Лі у «Віднесених вітром» (1939)

Тоді в Голлівуді активно шукали акторку на роль Скарлетт у «Звіяних вітром» (1939). Американський агент Вів'єн Лі запропонував її кандидатуру в лютому 1938 року. Того самого місяця Девід Селзнік подивився її роботи «Полум'я над Англією» і «Янкі в Оксфорді», і Лі стала серйозною претенденткою на роль. У період між лютим і серпнем Селзнік переглянув всі її англійські стрічки, а до серпня він вів переговори з продюсером Александром Кордою, з яким у Лі був підписаний контракт. 18 жовтня Селзнік написав таємну записку режисерові фільму Джорджеві К'юкору: «Я все ще сподіваюся на цю нову дівчину». Лі переїхала до Лос-Анджелеса, щоб бути поруч з чоловіком. Коли Майрон Селзнік (брат Девіда), який також представляв і Олів'є, зустрів Вів'єн Лі, він зрозумів, що вона володіє всіма тими якостями, які його брат так довго шукав. Майрон відвів Вів'єн і Олів'є на майданчик до Девіда, де знімали сцену пожежі в Атланті. Наступного дня Лі прочитала уривок зі сценарію для Селзніка, який влаштував кінопроби. Селзнік написав тоді своїй дружині: «Вона Скарлетт — темна конячка і виглядає дуже привабливо. Кажу тобі в найсуворішому секреті: коло претенденток звузилося до Полетт Годдар, Джин Артур, Джоан Беннетт і Вів'єн Лі». Режисер Джордж К'юкор погодився з загальною думкою і вихваляв «неймовірну несамовитість» Лі, яка отримала роль незабаром після цього.
Кінозйомки виявилися складними для Лі. К'юкора звільнили і замінили на Віктора Флемінга, з яким Лі часто сварилася. Вона і Олівія де Гевіленд (Мелані Гамільтон) таємно зустрічалися з К'юкором вночі та на вихідних, щоб запитати у нього поради, як виконувати свої ролі. Вів'єн Лі подружилася з Кларком Гейблом (Ретт Батлер) і його дружиною Керол Ломбард, а також і з де Гевілленд, але часто сварилася з Леслі Говардом (Ешлі Вілкс), з яким мала зіграти кілька емоційних епізодів. Також вона мусила іноді працювати 7 днів на тиждень, часто до пізньої ночі, сумувала за чоловіком, який працював тоді в Нью-Йорку. Вона писала Лі Голману: «Я не виношу Голлівуд… Я ніколи до цього не звикну — як я ненавиджу зніматися в кіно».
2006 року де Гевілленд спростувала заяви про маніакальну поведінку Вів'єн Лі під час зйомок «Звіяних вітром», опубліковані в життєписі чоловіка Лі. Вона встала на захист Лі, кажучи: «Вів'єн була бездоганно професійною, бездоганно дисциплінованою на зйомках. У неї були два величезні завдання: робити все, що в її силах, у роботі над надзвичайно складною роллю і перебувати в розлуці з Ларрі (Олів'є), який був у Нью-Йорку».
«Я - не кінозірка. Я акторка. Бути кінозіркою - просто кінозіркою - це як фальшиве життя, прожите в ім'я фальшивих цінностей і заради популярності. Акторство це надовго і в ньому завжди є чудові ролі, які можна зіграти».
З десяти премій «Оскар», які виграв фільм «Віднесені вітром», була і премія за найкращу жіночу роль, яку отримала Вів'єн Лі. Вона також виграла нагороду як найкраща акторка від «New York Film Critics Circle».

### Шлюб і спільні проєкти
У лютому 1940 року Джилл Есмонд погодилася дати Олів'є розлучення, а Голман дав згоду на розлучення з Лі. Вони зберігали дружні стосунки протягом всього життя. Син Есмонд і Олів'є залишився з матір'ю, а дочка Вів'єн, Сюзанна, залишилася з батьком. 30 серпня Олів'є і Лі одружилися в Санта-Барбарі (штат Каліфорнія). Єдиними свідками на церемонії були Кетрін Гепберн і Гарсон Канін.

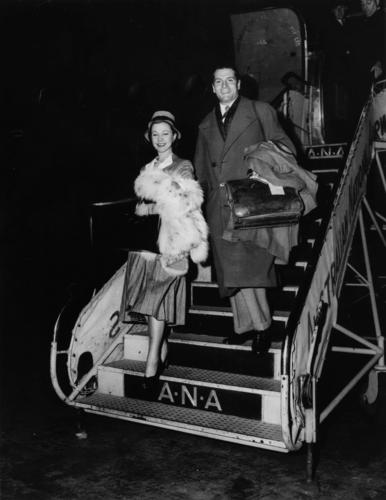
Вів'єн і Лоуренс Олів'є (1948)

Лі сподівалася працювати разом з Олів'є і пробувалася на роль у фільмі «Ребекка», режисером якого був Альфред Гічкок. Після її кінопроб Селзнік написав: «Вона грає недостатньо щиро і доросло». Режисер помітив, що вона не виявляла жодного ентузіазму, поки головну роль не віддали Олів'є. У підсумку на роль затвердили Джоан Фонтейн. Лі також не отримала роль у фільмі «Гордість і упередження», де грав Олів'є.
Лі та Олів'є разом зіграли у фільмі «Леді Гамільтон» (1941), де Лоуренс виконав роль Гораціо Нельсона, а Вів'єн — Емми Гамільтон. Ця роль затвердила статус Лі як голлівудської зірки, і фільм був не тільки схвалений критикою і популярний в аудиторії, але й став улюбленим фільмом самої акторки. Фільм користувався величезним успіхом не лише в США і Великій Британії, але й у СРСР. Вінстон Черчилль організував закритий показ, на якому був присутній Франклін Д. Рузвельт, і в кінці показу звернувся до присутніх, сказавши: «Джентльмени, мені здалося, що цей фільм зацікавить вас, він показує великі події, подібні до тих, у яких ви тільки що брали участь». Олів'є і Лі стали улюбленцями Черчілля. До кінця свого життя він запрошував їх на звані обіди, вважав Вів'єн прикладом для наслідування.
Вів'єн і Лоуренс поставили п'єсу «Ромео і Джульєтта» для Бродвею. Нью-Йоркські газети почали публікувати статті про початок стосунків Лі та Олів'є, звинувачували їх у відсутності моральності, оскільки вони не повернулися в Англію після війни. Критики не оцінили постановку належним чином. Брукс Аткінсон з «Нью-Йорк таймс» писав: «Попри молодість і красу міс Лі та містера Олів'є, це навряд чи можна назвати акторською грою». У той час як більшість критиків лаяли гру і постановку Олів'є, один журналіст написав про Лі, що її голос схожий на голос продавчині. Олів'є і Лі вклали велику частину накопичених ними коштів у цю постановку, і її провал виявився для них катастрофою.
Пара повернулася до Англії. 1943 року Лі почала турне Північною Африкою, вона виступала аж до моменту, коли у неї почався кашель і гарячка. 1944 року їй поставили діагноз — туберкульоз у лівій легені. Однак після того, як Лі провела кілька тижнів у лікарні, їй здалося, що хвороба залишила її. Навесні вона зіграла у фільмі «Цезар і Клеопатра» (1945), тоді ж з'ясувалося, що вона вагітна. У неї стався викидень. Вона впала в глибоку депресію, під час якої мала кілька днів гіперактивності, як наслідок, емоційний зрив, після якого нічого не пам'ятала, була сильно збентежена й каялась.
Вона вже достатньо зміцніла і 1946 року зіграла в успішній лондонській постановці Торнтона Валдера «The Skin of Our Teeth». Фільми, в яких вона виконала роль в той час — «Цезар і Клеопатра» і «Анна Кареніна» — не мали гучного успіху.
1947 року Олів'є був посвячений в лицарі, і Лі супроводжувала його в Букінгемський палац на церемонію. Вона стала леді Олів'є, і зберегла цей титул навіть після розлучення. До 1948 року Олів'є був у Раді Директорів театру Олд-Вік і разом з Лі вирушив у турне по Австралії і Новій Зеландії, метою якого був збір коштів для театру. Протягом шести місяців Олів'є грав у «Річарді III» і разом з Лі у виставах «The School for Scandal» і «The Skin of Our Teeth». Турне мало величезний успіх, попри те що деякий час Лі страждала від безсоння. Цілий тиждень, поки вона хворіла, її ролі виконувала дублерка. Лі впоралася з важким вантажем відповідальності, і навіть Олів'є помітив, як вона «зачарувала пресу». Учасники трупи пізніше згадували скандали, які траплялися, наприклад, в Крайстчерчі, коли Лі відмовилася виходити на сцену. Олів'є дав їй ляпаса, вона відповіла йому ляпасом і вийшла на сцену. До кінця турне обидва були виснажені й хворі. Олів'є зізнався журналістам: «Можливо, ви не помічаєте, що розмовляєте з парою холонучих трупів».

### Гра у виставі та фільмі «Трамвай „Бажання“»

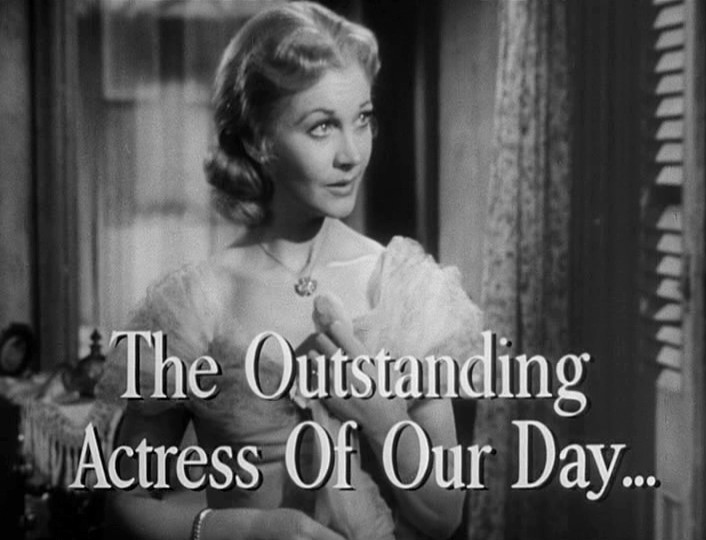
Лі в ролі Бланш ДюБуа. Трейлер до екранізації «Трамвай „Бажання“» (1951)

Успіх турне підбадьорив пару, і вони вперше з'явилися разом у Вест-Енді. Вони грали ті ж вистави, додавши «Антігону». На цьому наполягла Лі, оскільки вона завжди мріяла спробувати свої сили в трагічній ролі. Лі досягла ролі Бланш ДюБуа у Вест-Енді, у постановці за п'єсою Теннессі Вільямса «Трамвай „Бажання“», і була затверджена після того, як автор п'єси і продюсер побачили її гру в інших виставах. Олів'є став режисером цієї постановки. П'єса містила натяки на зґвалтування, гомосексуальність і безладні зв'язки, навколо неї точилися запеклі суперечки й дискусії. Через обговорення в медіа Лі хвилювалася ще більше. Її гру в цій п'єсі багато критикували. Казали, що вона абсолютно не підходить для ролі, а британські актори занадто добре виховані, щоб виявляти подібні емоції на сцені. Олів'є і Лі були засмучені цими рецензіями. Але інтерес публіки забезпечив постановці комерційний успіх.
Відбулось 326 вистав «Трамваю», після чого Лі запросили взяти участь у створенні кіноверсії цього спектаклю. Її часто непристойне почуття гумору допомогло у спілкуванні з Марлоном Брандо, який також брав участь в картині. Однак у Лі були складні стосунки з режисером Еліа Казаном, який не цінував її як акторку. Він казав, що у неї немає великого таланту. Але робота тривала, і ось він вже захоплювався її рішучістю відрізнятися від всіх інших акторок свого часу. «Вона б стала повзати по розбитому склу, якби думала, що це допоможе їй краще виконати свою роль». А Лі казала, що роль дуже вимотує її: «Дев'ять місяців я була Бланш ДюБуа, і вона дотепер керує мною». Рецензії на фільм були відмінні, і Лі здобула другий «Оскар» у номінації «Найкраща акторка», а також премію «BAFTA» за найкращу жіночу роль. Теннессі Вільямс сказав, що в грі Лі було все, що він хотів, і більше, ніж те, про що він мріяв. Кілька років по тому Вів'єн Лі, яка страждала біполярним розладом, скаже, що саме роль Бланш ДюБуа привела її до божевілля.

### Боротьба з психічним розладом
1951 року Лі та Олів'є виконували ролі у двох виставах про Клеопатру «Антоній та Клеопатра» Вільяма Шекспіра і Цезар і Клеопатра Бернарда Шоу, чергуючи ці вистави через вечір і здобуваючи схвальні відгуки. Вони повезли ці вистави до Нью-Йорка, де грали їх упродовж сезону в Театрі Зігфілда до 1952 року. Відгуки були також здебільшого схвальні, але кінокритик Кеннет Тайнен розсердив їх, припустившись, що Лі мала посередній талант, а це змушувало Олів'є применшувати власний. Різка критика Тайнена викликала ще один занепад духу; Лі, боячись провалу і прагнучи досягнути величі, думала тільки про його коментарі й не брала до уваги схвальні відгуки інших критиків.
У січні 1953 року Лі поїхала на Цейлон для зйомок у фільмі Прогулянка слона разом з Пітером Фінчем. Невдовзі після початку зйомок у неї стався нервовий зрив і студія Paramount Pictures замінила її на Елізабет Тейлор. Олів'є повернув її в їхній дім у Великій Британії, де між періодами хвороби Лі сказала йому, що закохана у Фінча і між ними був роман. Упродовж кількох наступних місяців вона поступово прийшла до тями. Внаслідок цього епізоду багато друзів Олів'є дізналися про її проблеми. Дейвід Нівен казав, що вона була «цілковито, цілковито божевільною». Ноел Ковард висловив здивування у своєму щоденнику, що «справи йшли погано і ще сильніше погіршувалися, починаючи десь із 1948 року». Романтичні стосунки Лі з Фінчем розпочалися 1948 року, потім то слабнули. то знову спалахували упродовж кількох років, зрештою згасли. коли її психічне здоров'я погіршилося.
1953 року Лі одужала достатньо, щоб грати у виставі Сплячий принц разом з Олів'є, і 1955 року вони грали впродовж сезону в Стретфорді-на-Ейвоні в шекспірівських Дванадцята ніч, або Як вам завгодно, Макбет і Тіт Андронік. Вони грали перед повними залами і отримували загалом схвальні відгуки, а стан Лі здавався стабільним. Джон Гілгуд, який був режисером Дванадцятої ночі, писав: «…можливо, я зроблю гарну річ із цієї чудової п'єси, особливо якщо він дозволить витягнути свою маленьку леді (яка розумніша, ніж він, але не вроджена акторка) з її сором'язливості і безпечності. Він намагається дуже наполегливо… але вона не намагається майже взагалі і боїться вийти за межі своєї техніки і робити щось, щоб не вбити спонтанність надмірною практикою». 1955 року Лі виконала головну роль у фільмі Анатоля Літвака Глибоке синє море. Її колега по цій стрічці Кеннет Мор відчував, що не мав особливої взаємодії з акторкою під час зйомок.
1956 року Лі одержала головну роль у п'єсі Ноела Коварда Піна Південного моря, але знялася з репетицій через чергову вагітність. Кілька місяців по тому вона знову пережила викидень і після цього був період депресії, який тривав місяцями. Разом з Олів'є вона вирушила в європейське турне з виставою Тіт Андронік, але ця подорож була затьмарена частими нападами Лі на Олів'є та інших членів компанії. Після їхнього повернення до Лондона її колишній чоловік Лі Голмен, який ще міг чинити сильний вплив на неї, залишався разом з подружжям і допоміг її заспокоїти.
1958 року, вважаючи, що її шлюб закінчився, Лі розпочала стосунки з актором Джеком Мерівейлом, який знав про стан її здоров'я і запевнив Олів'є, що потурбується про неї. 1959 року, коли вона досягнула успіху з комедією Ноела Коварда Подбай про Лулу!, дописувач до The Times описав її як «чарівну, прекрасну і насправді господиню кожної ситуації».
1960 року подружжя розлучилося і Олів'є невдовзі одружився з акторкою Джоан Плаурайт.

### Останні роки
У травні 1967 року в Лі почалися нові напади туберкульозу. 7 липня під час чергового нападу вона померла. Її кремували в крематорії Голдерс-Грін, а прах розвіяли над ставком біля її будинку у селі Блекбойз у графстві Східний Сассекс.

## Фільмографія

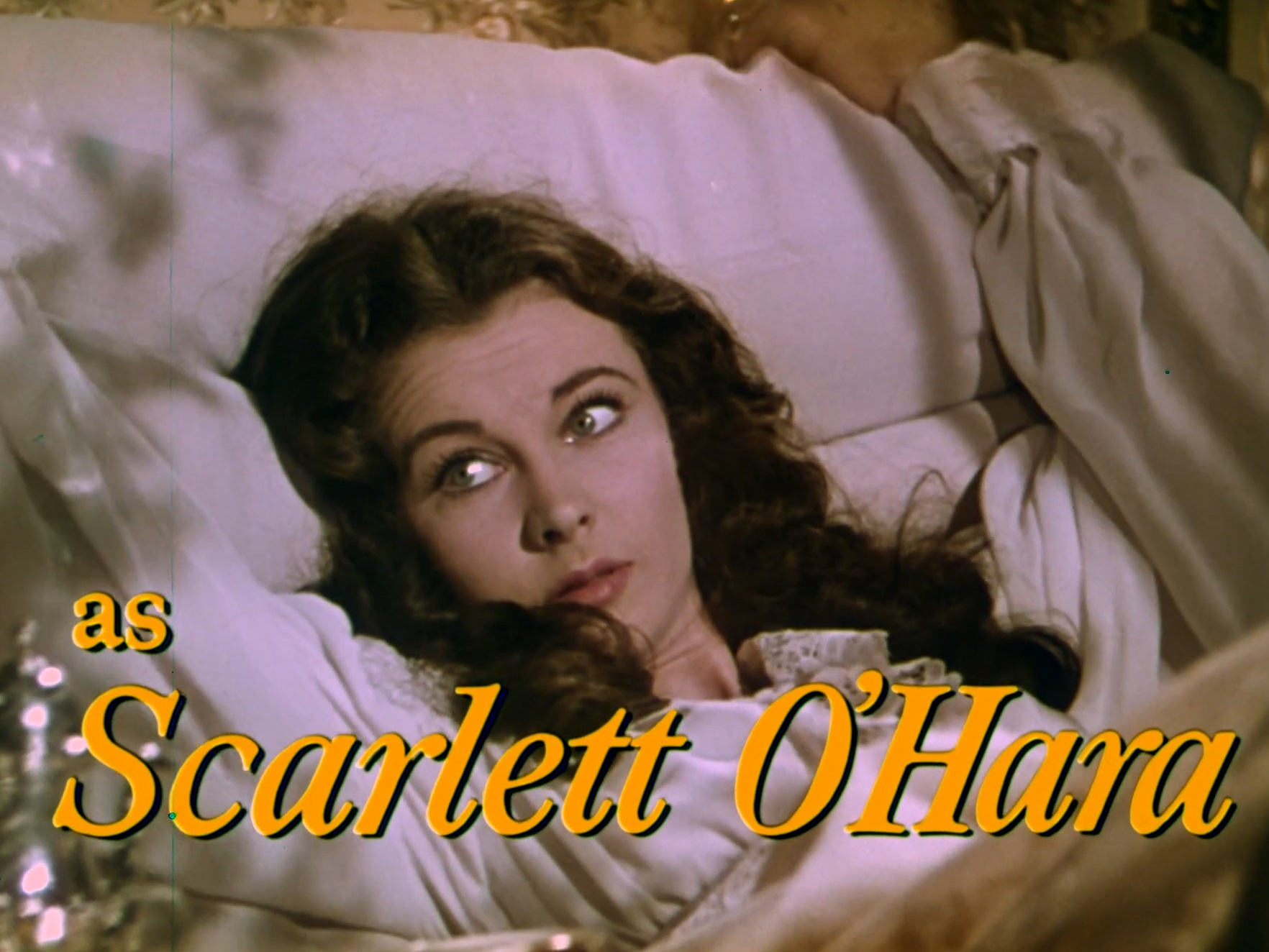
Вів'єн Лі в ролі Скарлет О'Хари («Віднесені вітром» (1939))

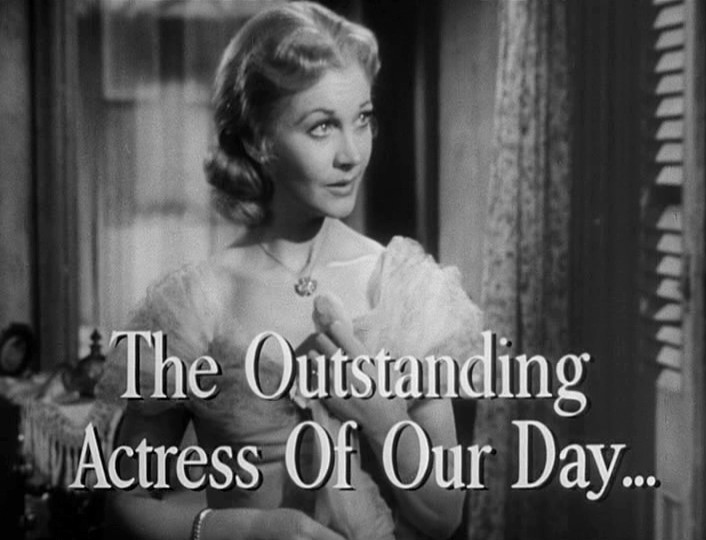
У ролі Бланш Дюбуа («Трамвай Бажання») (1951)

1. 1935 — Сільський сквайр / The Village Squire
2. 1935 — Глянь і засмійся / Look up and Laugh
3. 1935 — Справи йдуть на лад / Things are Looking up
4. 1935 — Джентльменська угода / Gentlemen's Agreement
5. 1936 — Полум'я над Англією / Fire Over England — Сінтія
6. 1937 — Похмура подорож / Dark Journey  — Мадлен Годдар
7. 1938 — Янки в Оксфорді / A Yank at Oxford — Ельза Кредок
8. 1938 — Двадцять один день / 21 Days  — Ванда
9. 1938 — Провулок Св. Мартіна / St. Martin's Lane — Ліберті
10. 1938 — Тротуари Лондона / Sidewalks of London
11. 1939 — Віднесені вітром / Gone With The Wind — Скарлет О'Хара
12. 1940 — Міст Ватерлоо / Waterloo Bridge  — Майра Лестер
13. 1941 — Леді Гамільтон / That Hamilton Woman — Емма Гамільтон
14. 1945 — Цезар і Клеопатра — Клеопатра
15. 1948 — Анна Кареніна / Anna Karenina — Анна Кареніна
16. 1951 — Трамвай «Бажання» / A Streetcar Named Desire — Бланш Дюбуа
17. 1961 — Римська весна місіс Стоун / The Roman Spring of Mrs. Stone — Карен Стоун
18. 1955 — Глибоке синє море / The deep blue sea  — Естер Коллінз
19. 1965 — Корабель дурнів / Ship of Fools — Марія Тредвел

## Нагороди та номінації
| Рік                                    | Категорія                            | Робота                        | Результат |
| -------------------------------------- | ------------------------------------ | ----------------------------- | --------- |
| «Оскар»                                |                                      |                               |           |
| 1940                                   | Найкраща жіноча роль                 | Звіяні вітром                 | Перемога  |
| 1952                                   | Найкраща жіноча роль                 | Трамвай «Бажання»             | Перемога  |
| «Золотий глобус»                       |                                      |                               |           |
| 1952                                   | Найкраща жіноча роль — драма         | Трамвай «Бажання»             | Номінація |
| «BAFTA»                                |                                      |                               |           |
| 1953                                   | Найкраща жіноча роль                 | Трамвай «Бажання»             | Перемога  |
| «Тоні»                                 |                                      |                               |           |
| 1963                                   | Найкраща жіноча роль у мюзиклі       | Товариш                       | Перемога  |
| Національна рада кінокритиків США      |                                      |                               |           |
| 1940                                   | Найкраща акторська гра               | Звіяні вітром & Міст Ватерлоо | Перемога  |
| Венеційський міжнародний кінофестиваль |                                      |                               |           |
| 1951                                   | Кубок Вольпі за найкращу жіночу роль | Трамвай «Бажання»             | Перемога  |